# Tasmosalpingus promiscuus
Tasmosalpingus promiscuus is een keversoort uit de familie Tasmosalpingidae. De wetenschappelijke naam van de soort is voor het eerst geldig gepubliceerd in 1919 door Lea.